# Mudenahalli, Maddur
Mudenahalli là một làng thuộc tehsil Maddur, huyện Mandya, bang Karnataka, Ấn Độ.